# Oldřich Pavlík
Oldřich Pavlík (* 27. února 1927) je bývalý český hokejový obránce.

## Hokejová kariéra
Za československou reprezentaci nastoupil v roce 1951 ve 2 utkáních. V lize hrál v letech 1949–1958 za ZSJ Sokol VŽKG. V roce 1952 získal mistrovský titul.